# Diabolical Masquerade
Diabolical Masquerade est un groupe suédois de black metal avant-gardiste, originaire de Stockholm.

## Biographie
Diabolical Masquerade est un one man band de black metal. Pendant son existence, toute la musique était écrite et jouée par Blakkheim, le guitariste de Katatonia, de son vrai nom Anders Nyström, qui voulait d'un groupe où il pouvait composer de la musique plus extrême tandis que Katatonia explorait des atmosphères plus mélancoliques. 
Le style musical de Diabolical Masquerade se rapproche du black metal mélodique expérimental avec quelques influences du death metal et du thrash metal. Blakkheim cherchait à expérimenter plus avec la structure des morceaux, les thèmes, et la composition. Cela peut être vu sur son dernier album en tant que Diabolical Masquerade appelé Death's Design. Cet album est perçu comme la bande originale d'un film d'horreur suédois inexistant, avec 61 pistes arrangées en 20 mouvements, chacun avec son propre thème. Bien que Death's Design soit un album plus extrême que n'importe lesquels des albums récents de Katatonia, il inclut aussi beaucoup de genres et de styles, expérimentant avec le rock progressif, le metal progressif, la musique d'ambiance, la musique classique, ainsi que des passages rythmiques, basés sur la percussion. Blakkheim a travaillé avec Dan Swanö sur ce projet. 
En septembre 2004, il est annoncé que Blakkheim avait mis le projet en veilleuse après ne pas avoir pu trouver l'inspiration nécessaire pour un cinquième album.

## Discographie
- 1993 : Promo 1993 (démo)[3]
- 1996 : Ravendusk in My Heart[4]
- 1997 : The Phantom Lodge
- 1999 : Nightwork
- 2001 : Death's Design

## Membres
- Anders « Blakkheim » Nyström - chant, guitare (1993–2004), basse, clavier (1993–1998)
- Dan Swanö - clavier (1996, 1998–2001), batterie (1996, 1998), chant (1997), chœurs (1998), guitare (2001)
- Sean C. Bates – batterie (1997, 2001 ; musicien de session)
- Ingmar Döhn – basse (1997–2001 ; musicien de session)